# Вера Кьосевска
Вера Кьосевска (на словенски: Vera Rotman, на македонска литературна норма: Вера Ќосевска) е архитектка от Северна Македония.

## Биография
Родена е на 27 март 1929 година в Осиек, тогава в Кралството на сърби, хървати и словенци, в словенското семейство на Степан и Йелка Ротман. Поручава основно образование в Осиек и учи гимназия в Загреб и Белград, където завършва през юни 1948 година. Вуйчо ѝ е архитект и през септември 1948 година Вера се записва в Архитектурния факултет на Белградския университет, който завършва на 25 юни 1953 година в класа на професор Станко Клиска с проект Болница за костноставна туберкулоза в Калище. След завършването си със съпруга си архитект Владимир Кьосевски се установява в Скопие и от 1 август 1953 година работи в проектантското бюро „Проектант“. В 1954 година с мъжа си правят първото проектантско бюро при Общинското събрание в Охрид. Работи и в сектора за урбанизъм и архитектура в Събранието на скопската околия. В 1959-1961 работи в проектантското претприятие „Агропроект“ в Скопие, от където преминава в „Пелагонияпроект“, където работи до пенсионирането си.
В 2014 година получава наградата за цялостно архитектурно творчество „Андрей Дамянов“.

## Проекти
Кьосевска е авторка на проекти от всички архитектурни области - общо 150 проекта, от които 103 реализирани.
Урбанистични проекти
- Рударско селище на кос терен в Пробищип – 1953 година
- -Предложение за урбанистичен план за Община Чаир в Скопие – 1955 година

Хотели
- „Панорама“ в Радовиш – 1976 г. проектиран, 1980 г. изграден
- „Юго“ (по-късно „Аполония“) в Гевгели – 1977 г. проектиран, 1982 г. изграден
- „Еуротел“ в Дойран – 1981 г. проектиран, не изграден

Театри
- Театър на народностите (по-късно Албански театър) на Битпазар в Скопие (с архитект Любинка Маленкова) – 1969-1970 г. проектиран, 1971-1972 г. изграден
- Културен дом в Гевгели (театър, градска библиотека и работнически университет) – 1986 година – идеен проект

Съдебни общински сгради
- Съдебна сграда в Охрид – 1961 г. проектирана, 1962 г. изградена
- Общинско събрание във Валандово – 1980 г. проектирано, (изградено во 1982 година)
- Общинско събрание в Гевгели – 1972-1973 година, изработен идеен и главен проект, неизградено
- Общинско събрание в Щип – 1975 година, идеен проект

Болници
- Училищна поликлиника в Скопие -1954 г. идеен проект
- Здравен дом в Струмица – 1963 г. проектиран, 1964 г. изграден
- Здравен дом във Валандово – 1982 г. проектиран, 1984 г. изграден
- Болница в Куманово – 1963-1964 г. проектирана, 1965 г. изградена
- Болница в Щип – 1966-67 година проектирана, неизградена
- Болница в Струмица – 1967 г. проектирана, 1973 г. изградена
- Гинекология – Чаир в Скопие – 1966 г. проектирана, 1967 г. изградена

Училищни обекти
- Стоматологичен факултет в Скопие – 1960 година идеен проект
- Педагогическа академия (по-късно Факултет за рударство) в Щип (с архитект Любинка Маленкова), 1966 г. проектирана, 1967 г. изградена
- Училище с интернат в Гниляне – Косово – 1960 г. идеен проект

Полициски, военни и противопожарни обекти
- V полицейска станция Гази Баба - Автокоманда в Скопие – 1985 г. проектирана, 1986 г. изградена
- VI полицейска станция Гьорче Петров в Скопие, 1985-86 идеен и главен проект, не е изградена
- Военно коменданство в Куманово – 1988 проектирано, 1989 г. изградено
- Противпожарен дом в Скопие – 1967 г. проектиран, 1972 г. изграден

Административни, търговски и комбинирани обекти
- Комплекс „Пазарище“ във Велес – 1960 година – идеен проект
- Водно дружество в Гевгели – 1962 г. проектирано, 1963 г. изградено
- Търговска къща в Косовска Каменица – 1961 година – идеен проект
- Търговска къща в Куманово– 1975-76 г. проектирана, 1978-1982 г. изградена
- Търговска къща „Инпрес“ в Кисела вода - Скопие, 1965-1966 г. проектирана, 1966-1967 г. изградена
- Търговска къща „Вардар Промет“ в Неготино – 1981 г. идеен проект
- Търговска къща „Меркур“ във Валандово – 1982 година – идеен проект
- Блок „Москва“ в Скопие (административен комплекс, с архитект Любинка Маленкова) – 1969 г. проектиран, 1971 г. изграден (не цялостно)
- Блок „Сплендид“ в Скопие (с архитект Любинка Маленкова)– 1969 г. идеен проект
- „Интеримпекс“ (П+М+30 етажа) в Скопие (с архитект Любинка Маленкова и архитект Александър Серафимовски) 1971 година – идеен проект
- Административно-търговски-занаятчийски център в Гевгели – 1978-1979 г. проектиран, 1985 г. изграден
- Търговски център „Солун“ в Гевгели – 1980-81 г. идеен и главен проект
- Културен дом „Живко Брайковски“ - община Чаир в Скопие – 1984 г. – идеен проект
- Търговско-жилищен обект на площада във Валандово – 1987-1988 г. идеен проект
- Радиопредавател в Гевгели – 1967 г. проектиран, 1968 г. изграден
- Универсална спортна зала в Щип (с архитект П. Зографска) – 1982 г. идеен проект

Индустриални обекти
- Фабрика за пасмантерия в Берово – 1959 година – идеен проект
- Фабрика за пасмантерия в Косовска Каменица – 1960 г.- идеен проект
- Фабрика „Мирка Гинова“ в Скопие – 1965 г. проектирана, 1966 г. изградена
- Фабрика за подови настилки в Берово – 1960 година – идеен проект
- Фабрика за фураж в Куманово – 1961 година – идеен проект
- Фабрика за бели платна в Косовска Каменица – 1961 г.- идеен проект
- Механична работилница на „Маврово“ в Скопие – 1962 г. проектирана, 1962 г. изградена
- Сервизно-ремонтен обект „Автомакедония“ в Скопие – 1962 г. идеен проект
- Завод за изкуствена кожа „Охис“ в Скопие 1964 г. проектиран, 1965 г. изграден

Жилищни комплекси
- Комплекс „11 октомври“ в Скопие (с архитект Любинка Маленкова и архитект Г. Златкович) 1964 година проектиран, 1965 г. изграден
- Комплекс „8 ноември“ в Щип – 1973 г. проектиран, 1974 г. изграден
- Комплекс „Акташ III“ в Прищина – 1977 г. проект, 1978 г. изграден
- Комплекс „Аеродром А1-4“ в Скопие (с архитект Любинка Маленкова) – 1977-1978 г. проектиран, 1978-1979 г. изграден
- Комплекс в Куманово – 1973 г. проектиран, 1978 г. изграден
- Комплекс в Струмица – 1980 г. проектиран, 1980-1983 г. изграден
- Комплекс в Битоля – 1973-1975 г. проектиран, 1975-1978 г. изграден
- Комплекс в Гевгели – 1973 г. проектиран, 1975 г. изграден
- Комплекс във Велес – 1976 г. проектиран, 1977 г. изграден
- Комплекс в Струмица – 1982 г. проектиран, 1986 г. изграден

Жилищни блокове
- Градски зид в Скопие (с архитект Любинка Маленкова, архитект Александър Серафимовски, архитект Симеон Симовски, архитект Славко Гюрич, архитект Никола Богачев) – 1968 г. проекиран, 1971 г. изграден
- Гевгелийска порта в Гевгели – 1976-1977 проектирана, 1977-1978 г. изградена
- Блокове A, B, C, D в Гевгели и Струмица – 1979 проектирани, 1980-81 г. изградени
- Блок Г в Гевгели – 1984-1985 проектиран, 1985-1986 г. изграден

Кули
- Кули П+М+11 и П+М+16 етажа в центъра на Куманово – 1975-1976 г. проектирани, 1979-1982 г. изградени
- Кула П+М+14 етажа в Кисела вода в Скопие – 1965 г. проектирана, 1966 г. изградена
- Сгради с П+7 в Струмица, П+8 в Крива паланка и П+9 етажа в Кочани и Велес, П+М+4 етажа в Щип, както и сгради от П+4 етажа в Скопие, Битоля, Велес, Струмица, Кочани, Гевгели, Радовиш, Кичево, Валандово, Берово, Куманово, Крива паланка, Свети Никола

Къщи
- 33 отделни къщи в Скопие, Охрид, Дойран, Осиек и Риека, проектирани и изградени в 1954-1981 г.